# کامران دانشجو
کامران دانشجو (زادهٔ ۱۳۳۶ در دامغان) رئیس سابق ستاد انتخابات وزارت کشور در زمان برگزاری دهمین دوره انتخابات ریاست جمهوری و وزیر سابق وزارت علوم، تحقیقات و فناوری بوده‌است. دانشجو پیش از این در زمان دولت محمود احمدی‌نژاد سمت‌های استانداری تهران، قائم مقام و معاون سیاسی وزیر کشور و سرپرستی وزارت کشور را بر عهده داشته‌است. شبهه‌های زیادی در مورد مدرک تحصیلی وی وجود دارد و علاوه بر آن یک مورد سرقت علمی وی نیز توسط نشریه نیچر محرز شناخته شده‌است. برادر او خسرو دانشجو عضو و سخنگوی شورای اسلامی شهر تهران در دوره سوم بود و دیگر برادر او فرهاد دانشجو رئیس سابق دانشگاه آزاد اسلامی بوده‌است. وی توسط وزارت خارجه آمریکا در ۱۸ مارس ۲۰۲۰ به همراه ۴ نفر دیگر تحریم شد.

## سوابق علمی

### شبهه دربارهٔ مدرک دکترا
وی هم‌چنین وزیر پیشنهادی علوم، تحقیقات و فناوری از سوی احمدی‌نژاد در دولت دهم می‌باشد.
به گفته وبگاه دانشگاه علم و صنعت کامران دانشجو دارای مدرک دکترای هوافضا از دانشگاه منچستر است و در دولت و در نهادهای غیردولتی تجربه کاری اجرائی و پژوهشی و علمی دارد (لازم است ذکر شود که طبق وبگاه شخصی فارسی کامران دانشجو، وی دارنده مدرک دکترا از دانشگاه منچستر، انگلستان و طبق وبگاه شخصی انگلیسی‌اش، دانشجو دارای دکترا از انستیتو سلطنتی علم و تکنولوژی منچستر (Manchester Imperial Institute of Science and Technology) است. ا. پس از شبهات و تناقضاتی که در این خصوص طی روزهای پیش از جلسه رای اعتماد یازدهم شهریور هشتاد و هشت مطرح شده بود، صفحه مربوط به کامران دانشجو در وبگاه دانشگاه علم و صنعت ویرایش شده و نام محل تحصیل کارشناسی ارشد و دکترای وی از منچستر به امپریال کالج لندن تعییر یافت و مقابل مدرک دکترای وی قید شد که دفاع از پایان‌نامه در ایران صورت پذیرفته‌است. او بعداً رزومه خود را در سایت‌اش تغییر داد.

#### اخراج از انگلستان و ممنوعیت ورود به اعضای پیمان شنگن
او در مصاحبه با روزنامه قدس، گفت که در دوران دانشجویی از انگلیس اخراج شده و به این کشور و همه کشورهای عضو پیمان شنگن ممنوع‌الورود شده‌است. او هنگامی که سمت استانداری تهران را در اختیار داشت، دربارهٔ برخی اخبار منتشر شده غیررسمی در مورد احتمال سفیر شدن‌اش در لندن، گفت: من به انگلیس ممنوع‌الورود هستم. وی توضیح داد: من در قضیه سلمان رشدی به همراه هفت دانشجوی دیگر، از انگلستان اخراج شدیم و در گذرنامه من درج شده تا زمانی که موضوع سلمان رشدی وجود داشته باشد، من حق ورود به انگلستان و کشورهای پیمان شنگن را ندارم. با توجه به مورد بالا وبگاه‌های منتسب به اصلاح طلبان چنین استدلال کرده‌اند که وی که در سال ۱۹۸۹ در زمانی که در حال اخراج از دانشگاه بوده‌است، هم‌زمان قضیه سلمان رشدی به دلیل آتش زدن کتابفروشی پنگوئن از انگلستان اخراج و ممنوع‌الورود به کشورهای عضو پیمان شینگن شده، نمی‌توانسته‌است بعد از این تاریخ از انگلستان دکترا گرفته باشد. لازم است ذکر شود که دانشجو ادعا می‌کند که سه مدرک دانشگاهی از آن کشور گرفته‌است.
فرهاد دانشجو رئیس سابق دانشگاه تربیت مدرس و دانشگاه آزاد اسلامی و برادر کامران دانشجو هشتم شهریور یک روز پیش از شروع مراسم رای اعتماد در مجلس مدعی شد برادرش در ایران دکتری گرفته‌است. در گفتگو با خبرنگار مهر ضمن اشاره به شبهات مطرح شده اخیر دربارهٔ مدرک دکتری کامران دانشجو گفت:
«همزمان با قضایای سلمان رشدی من هم در انگلستان دوره دکتری خود را می‌گذراندم و به همراه برادرم در انجمن اسلامی دانشجویان فعالیت می‌کردم. پس از قضایای سلمان رشدی و فتوای امام (ره) ما در راستای فرمایشهای ایشان به اقدامهای دولت انگلیس اعتراض کردیم که به همین خاطر از دانشگاه و کشور انگلستان اخراج شدیم. از آنجا که تاریخ دفاع از پایان‌نامه دکتری من مشخص شده و اخراج بنده به فاصله چند روز تا تاریخ مذکور صورت گرفت با هماهنگی دانشگاه و موافقت اعضای هیئت علمی تیم ویژه‌ای از دانشگاه به یونان آمده و من در کشور یونان از پایان‌نامه خود دفاع کردم. برادرم بلافاصله بعد از ورود به ایران با هماهنگی وزارت علوم و استادان هیئت علمی طی جلسه‌ای ویژه از پایان‌نامه خود دفاع کردو موفق به اخذ مدرک دکترای شد.»

#### بررسی مدرک در مجلس
امیر طاهرخانی عضو کمیسیون آموزش مجلس شورای اسلامی هشتم ایران ضمن یادآوری عدم همکاری وزارتخانه‌ها برای بررسی مدارک تحصیلی مسئولان دولتی، دربارهٔ مدرک کامران دانشجو اعلام کرد: دانشجو خود را استاد تمام دانشگاه علم و صنعت معرفی کرده و فردی که استاد تمام دانشگاه است باید مدرک دکترا داشته باشد. البته در مورد برخی مسئولان و صاحبان قدرت مواردی دیده می‌شود که بدون داشتن مدرک دکترا استاد تمام دانشگاه می‌شوند که باید با آن‌ها برخورد شود.
ولی از سوی دیگر علی عباسپور تهرانی فرد رئیس کمیسیون آموزش مجلس، دربارهٔ مدرک تحصیلی دانشجو با تأیید اینکه دانشجو از هیچ دانشگاهی مدرک دکترا ندارد افزود که چون وزارت علوم با صدور گواهینامه‌ای کامران دانشجو را فارغ‌التحصیل کالج سلطنتی لندن محسوب کرده‌است مجلس نیز این گواهینامه را ملاک قرار خواهد داد.
علی لاریجانی، رئیس مجلس شورای اسلامی در جلسه علنی روز چهارشنبه اعلام کرد بر اساس بررسی کمیسیون آموزش و تحقیقات مجلس مدرک تحصیلی کامران دانشجو، وزیر پیشنهادی علوم هیچ مشکلی ندارد و وی مراحل استادی و دانشیاری را گذرانده‌است. وی اظهار داشت که نمایندگان مخالف در خصوص مدرک دانشجو مبسوط صحبت کردند. وی در عین حال توضیح داد که هنگامی که دانشجو در انگلیس تحصیل می‌کرده، دو سه هفته قبل از دفاع از تز خود به خاطر اعتراض به موضوع سلمان رشدی از انگلستان اخراج می‌شود.

### مقالات علمی

#### عدم وجود مقالات مورد ادعا
او در وبسایتش مقالات فراوانی را از سال۱۹۹۹ فهرست کرده، ولی به گزارش سایت موج سبز آزادی با جستجو در اینترنت این مقالات یافت نمی‌شوند؛ ولی همه اینها ممکن است به دلیل رزومه‌نویسی بد و درهم و برهم باشد.
تحقیقی در این زمینه توسط وبگاه موج سبز نشان داده‌است که کامران دانشجو هیچ مقاله علمی در دوران ادعایی تحصیل نداشته و در فهرست دانشگاه‌های ذکر شده پایان‌نامه دکترایی تحت نام او وجود نداشته‌است. با ذکر این دلایل و دلایلی دیگر پایگاه موج سبز داشتن مدرک دکترا از انگلستان توسط ایشان را ادعایی نادرست می‌داند.

#### دستبرد فکری
کامران دانشجو در سال ۲۰۰۸ به همراه مجید شهروی مقاله‌ای با عنوان
Analysis of critical ricochet angle using two space discretization methods
برای مجله Engineering with Computers ارسال نموده و این مقاله در سال ۲۰۰۸ توسط این نشریه به چاپ رسیده‌است که بسیاری از بخش‌ها و تصاویر آن کلمه به کلمه کپی‌برداری از مقالهٔ دو دانشمند کره‌ای است که با عنوان
Ricochet of a tungsten heavy alloy long-rod projectile from deformable steel plates
در سال ۲۰۰۲ در مجله Journal of Physics D: Applied Physics به چاپ رسیده‌است.
البته مجید شهروی که اکنون استادیار دانشکده راه‌آهن دانشگاه علم و صنعت ایران است در چند مرحله از صحت مقالات دفاع کرد.
همچنین بخش‌های دیگر این مقاله کپی‌برداری از مقاله‌ای است که در سال ۲۰۰۳ در یک کنفرانس ارائه شده‌است.
مقاله‌ای تقریباً با همین مضمون در سه جای مختلف Journal of Mechanical Science and Technology و Taiwanese Journal of Mechanics و Iranian journal Mechanical & Aerospace Engineering Journal
توسط این نویسندگان به چاپ رسیده‌است.
تاکنون سه ژورنال علمی مقالات وی را بعد از چاپ پس گرفته‌اند. سرویراستارJournal of Mechanical Science and Technology گفت «ما به این نتیجه رسیده‌ایم که نیمی از این مقاله کپی‌برداری شده از مقاله دیگری است.» Journal of Mechanics هم گفت «نتیجه بررسی‌ها نشان می‌دهد که این مقاله تقلبی است»
همچنین مقاله‌ای دیگر در سال ۲۰۰۹ از همین نویسندگان در ژورنال تایوانی مکانیک به چاپ رسیده‌است که از مقاله دو دانشمند آمریکایی در Journal of Impact Engineering که در سال ۲۰۰۶ منتشر شده، کپی‌برداری شده‌است.

پروفسور گرجی، متخصص مغز و اعصاب در این باره تصریح کرد کامران دانشجو توسط جامعه دانشگاهی ایران انتخاب نشده و توسط آنان نیز حمایت نمی‌شود وی همچنین گفت:
این اتفاق برای جامعه دانشگاهی ایران تلخ است و یک افتضاح به حساب می‌آید. من به جامعه علمی جهان اطمینان می‌دهم که دانشمندان ایرانی درستکار و با اخلاق هستند و همگی از این عمل ابلهانه رنجیده خاطر گردیده‌اند.

## تحریم
۱۸ مارس ۲۰۲۰ وزارت امور خارجه آمریکا، کامران دانشجو را به همراه ۴ نفر دیگر تحریم کرد. وی یکی از افراد متخصص اتمی بوده و در «طرح هسته‌ای آماد» فعالیت داشته و همچنان در خدمت جمهوری اسلامی می‌باشد.

## سوابق مذهبی
بنا به گزارش العربیه کامران دانشجو در ۸ سپتامبر ۱۹۷۸ هنگامی که در بریتانیا دانشجو بوده به مسیحیت گرویده و در یونان به جورجیوس کامران تغییر نام داده و سپس غسل تعمید داده شده تا با دختر ارتدوکسی بنام اولگا ازدواج کند. روزنامه کویتی الرای نیز اسناد مربوط به عقدنامه، غسل تعمید و تغییر نام را در وب گاه خود منتشر کرده‌است.

## سوابق اجرایی

### قبل از دولت نهم
سمت‌های اجرایی وی قبل از دولت نهم عبارتند از:
- معاون سازمان پژوهش‌های علمی و صنعتی ایران
- قائم مقام معاونت دانشجویی وزارت علوم
- معاون اجرایی مرکز تحقیقات عالی الکترونیک (ماهواره) صا ایران و رئیس مرکز تحقیقات و طراحی فناوری‌های نوین هوا فضا وزرات دفاع و پشتیبانی

وی همچنین از سوی پایگاه مرکزی اطلاع‌رسانی شهرستان دامغان به عنوان چهره ماندگار دامغانی انتخاب شد.
وی در جریان محاکمه روزنامه سلام یکی از چهار شاکی بود (شاکی دیگر نیز محمود احمدی‌نژاد استاندار اردبیل بود). تصویر شاکیان در دادگاه در منبع موجود است.

### فعالیت در وزارت کشور
دانشجو در تاریخ ۱۶ آبان ۱۳۸۷ از سوی علی کردان به عنوان قائم مقام و معاون سیاسی وزارت کشور انتخاب شد. او تا قبل از آن سمت استانداری تهران را در اختیار داشت. او پس از استیضاح علی کردان در سال ۱۳۸۷ و سلب اعتماد از سوی نمایندگان مجلس اسلامی ایران با حکم محمود احمدی‌نژاد به عنوان سرپرست وزارت کشور ایران منصوب شده بود.
وی در اسفند ۱۳۸۷ و در آستانه برگزاری دهمین دوره انتخابات ریاست جمهوری از سوی وزیر کشور به‌عنوان رئیس ستاد انتخابات وزارت کشور ایران منصوب شد.

### وزیر علوم دولت دهم
وی با رای‌گیری در جلسه علنی روز پنج شنبه مجلس در تاریخ ۱۳۸۸/۶/۱۲، وی از میان۲۸۶ رای ماخوذه با کسب ۱۸۶ رای موافق، ۷۵ رای مخالف و ۲۵ رای ممتنع، از مجلس شورای اسلامی رای اعتماد گرفت و رسماً به عنوان وزیر علوم، تحقیقات و فناوری دولت دهم کار خود را آغاز کرد. وزارت او تا پایان کار دولت دهم ادامه داشت.

### بورسیه‌های غیرقانونی
معاون وزیر علوم و رئیس سازمان امور دانشجویان چهارم خرداد ماه ۹۳ در یک نشست خبری از پاره‌ای از تخلفاتی که زیر عنوان بورسیه ۳۰۰۰ دانشجوی دکتری رخ داده‌است اطلاع داد، در همین حال رضا فرجی دانا گفت: «لفظ تخلف ۳۰۰۰ تا را نگویید زیرا همه این سه هزار نفر که تخلف نکرده‌اند، بلکه در این تعداد تخلفاتی صورت گرفته که ما با هر تخلفی قاطعانه برخورد می‌کنیم».
کامران دانشجو، وزیر علوم دولت دهم، ۱۹ خرداد ماه ادعای بورسیه سه هزار نفر به صورت غیرقانونی در دولت گذشته را یک فضاسازی برای درگیر کردن اذهان مردم خواند و گفت همان‌طور که مجلس می‌خواست این موضوع را از سال ۶۸ به بعد بررسی می‌کنند و آن وقت روسیاهی به زغال می‌ماند.
سارا دانشجو، دختر کامران دانشجو، در روزهای پایانی وزارت آقای دانشجو از دانشگاه تربیت مدرس بورسیه دکترا دریافت کرد.

### اتهام زمین‌خواری
در زمستان ۱۳۹۳، قباد افشار، رئیس سازمان امور اراضی کشور، از شکایت از کامران دانشجو در خصوص یک پرونده زمین‌خواری در لواسان در زمان دولت نهم، خبر داد. وی استاندار وقت تهران بود که با صدور غیرقانونی مجوز تفکیک و ساخت‌وساز در لواسانات در اواسط دهه ۸۰ با هدف گسترش دانشگاه علم‌وصنعت دست به زمین‌خواری زده بود.